# Henning Steinführer
Henning Steinführer (* 1970 in Leipzig) ist ein deutscher Historiker und Archivar. Steinführer ist seit 2006 Direktor des Braunschweiger Stadtarchivs.

## Leben
Steinführer studierte an der Universität Leipzig Geschichte, Klassische Philologie und Historische Hilfswissenschaften. Diese Studien setzte er an der Ludwig-Maximilians-Universität München und der University of Glasgow fort, ehe er sie 1997 mit einer Magisterarbeit über die Leipziger Stadtbücher des 15. Jahrhunderts abschloss. Anschließend verbrachte er vier Jahre als wissenschaftlicher Mitarbeiter am Stadtarchiv Leipzig. 2002 wurde er in Leipzig mit einer Arbeit über die Leipziger Ratsbücher 1466–1500 promoviert.
Von 2002 bis 2004 absolvierte Steinführer in Weimar und Marburg ein Referendariat für den höheren Archivdienst. Anschließend wechselte er für zwei Jahre als wissenschaftlicher Mitarbeiter an den Lehrstuhl für Sächsische Landesgeschichte der Universität Leipzig und arbeitete dort an der Edition des Urkundenbuches der Stadt Zwickau. 2006 übernahm er als Direktor die Leitung des Stadtarchivs Braunschweig.

## Mitgliedschaften
Steinführer ist Vorsitzender der Historischen Kommission für Niedersachsen und Bremen, ordentliches Mitglied der Braunschweigischen Wissenschaftlichen Gesellschaft, Mitglied der Historischen Kommission der Sächsischen Akademie der Wissenschaften zu Leipzig und stellvertretender Vorsitzender (Schatzmeister) des Hansischen Geschichtsvereins. Darüber hinaus ist er Mitglied im Vorstand des Braunschweigischen Geschichtsvereins und der Braunschweigischen Landschaft. 2022 wurde er zum ordentlichen Mitglied der Historischen Kommission für Westfalen gewählt.

## Forschungsschwerpunkte und Dozenturen
Seine Forschungsschwerpunkte sind spätmittelalterliche Landes- und Stadtgeschichte sowie kommunales Archivwesen.
Zwischen 2004 und 2006 hatte er einen Lehrauftrag am historischen Seminar der Universität Leipzig. Seit 2008 ist Steinführer Lehrbeauftragter am Institut für Geschichtswissenschaft der Technischen Universität Braunschweig.

## Schriften (Auswahl)

### Monografien
- Kurze Geschichte der Hansestadt Braunschweig. Braunschweig 2017.
- Urkundenbuch der Stadt Zwickau. Erster Teil: Die urkundliche Überlieferung 1118–1485. Bd. 1: 1118–1399 (= Codex diplomaticus Saxoniae, II. Hauptteil, Band 21), Peine 2014.
- mit Wolfgang Meibeyer und Daniel Stracke: Deutscher Historischer Städteatlas. Nr. 4: Braunschweig. Münster 2013 (2. Auflage 2014).
- Die Weimarer Stadtbücher des Späten Mittelalters. Edition und Kommentar (= Veröffentlichungen der Historischen Kommission für Thüringen, Große Reihe, 11), Köln, Weimar, Wien 2005.
- Die Leipziger Ratsbücher 1466–1500. Forschung und Edition (= Quellen und Materialien zur Geschichte der Stadt Leipzig, 1), 2 Halbbände, Leipzig 2003.

### Herausgeberschaft
- mit Rudolf Holbach (Hrsg.): Hansestädte und Landesherrschaft (= Hansische Studien. Bd. 28). Callidus, Wismar 2020. ISBN 978-3-940677-73-0.
- mit Christian Heitzmann und Thomas Scharff: 500 Jahre Schichtbuch. Aspekte und Perspektiven der Bote Forschung (= Braunschweiger Werkstücke, 116), Braunschweig 2017.
- Das Stadtarchiv Braunschweig und seine Bestände (= Braunschweiger Werkstücke, 115), Braunschweig 2017.
- mit Brage Bei der Wieden: Amt und Verantwortung. Träger kommunaler Selbstverwaltung im Wirkungskreis der Braunschweigischen Landschaft. Appelhans, Braunschweig 2015, ISBN 978-3-944939-10-0.
- mit Claudia Böhler: Die Braunschweiger Bürgermeister vom Mittelalter bis ins 20. Jahrhundert. Appelhans Verlag, Braunschweig 2013, ISBN 978-3-941737-68-6.